# Milorad Pavić (scrittore)
Milorad Pavić (IPA: [mîlɔ̝raːd pǎːv̞it͡ɕ]) (in serbo: Милорад Павић; Belgrado, 15 ottobre 1929 – Belgrado, 30 novembre 2009) è stato uno scrittore, poeta, saggista e drammaturgo serbo.
Storico della letteratura serba classica e specialista nella poesia barocca, Pavić è stato autore di saggi e di opere di poesia.
È conosciuto all'estero soprattutto per le sue opere di fantasia; i suoi romanzi e le sue novelle, zeppi di dettagli misteriosi e di connotazioni esoteriche, si caratterizzano per un'avvincente alternanza di sogno e realtà.
Particolare è la costruzione di molti dei suoi romanzi, come ad esempio il Dizionario dei Chazari (Milano, Garzanti, 1988), suddiviso in tre dizionari, ciascuno rappresentante un particolare punto di vista, con due versioni differenti del romanzo, una maschile e una femminile, che differiscono per un solo paragrafo.
I suoi romanzi sono stati tradotti in svariate lingue. Oltre al Dizionario dei Chazari, in italiano sono tradotti anche Paesaggio dipinto con il tè (Milano, Garzanti, 1991) e Il lato interno del vento (Milano, Garzanti, 1993).
È morto a Belgrado il 30 novembre 2009.